# Satellite Awards 2007

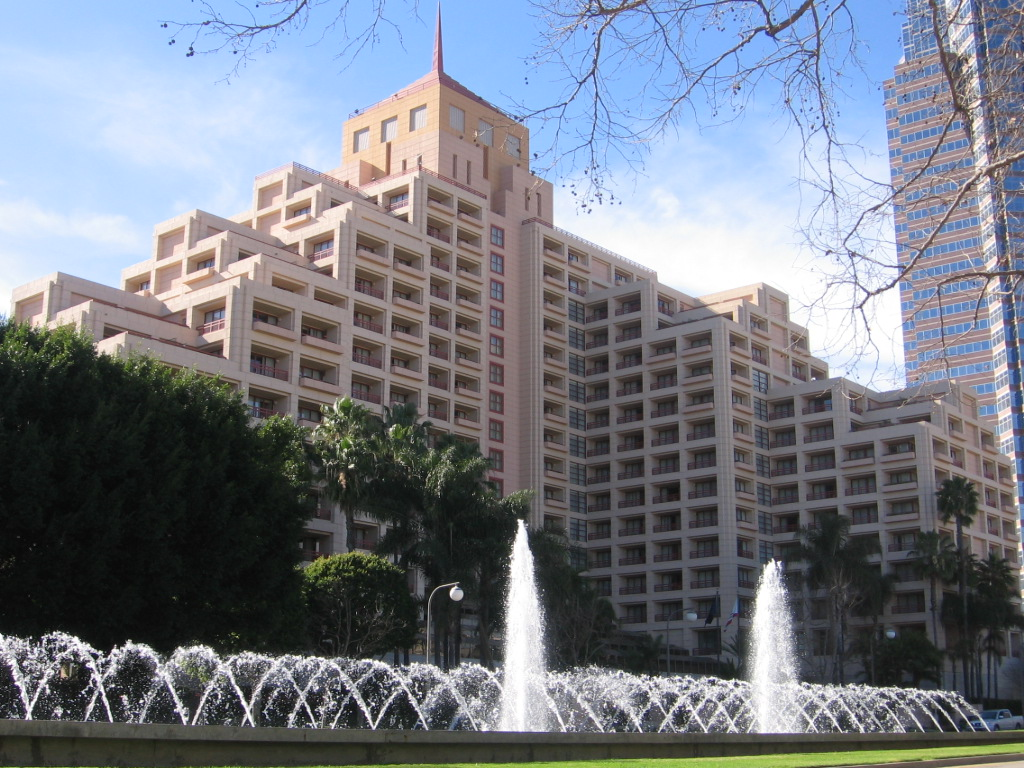
InterContinental Hotel in Los Angeles

Die 12. Verleihung der US-amerikanischen Satellite Awards fand am Sonntag, den 16. Dezember 2007, im InterContinental Hotel in Los Angeles, ehemals Park Hyatt Hotel, statt. In der Sparte Film qualifizierten sich Produktionen, deren nordamerikanischer Kinostart vor dem 20. November 2007 erfolgte, so dass später veröffentlichte Filme wie etwa Francis Ford Coppolas Jugend ohne Jugend oder Tim Burtons Krimi-Musical Sweeney Todd – Der teuflische Barbier aus der Fleet Street unberücksichtigt blieben.
Bei der Bekanntgabe der Nominierungen durch die International Press Academy (IPA) am 30. November 2007 dominierte in der Sparte Film das Drama La vie en rose des französischen Regisseurs Olivier Dahan. Die Édith-Piaf-Biografie mit Marion Cotillard in der Hauptrolle kam auf insgesamt sieben Nominierungen und konnte sich unter anderem Siege in den Kategorien Bester ausländischen Film, Regie, sowie Haupt- und Nebendarstellerin in einem Drama (Cotillard und Emmanuelle Seigner) ausrechnen, doch nur Cotillard erhielt die Trophäe. Chancen auf eine Oscar-Nominierung als Bester fremdsprachiger Film hat das Drama nicht, da Frankreich Mitte September dieses Jahres überraschend der Comic-Verfilmung Persepolis von Vincent Paronnaud und Marjane Satrapi den Vorzug gab.
Mit je sechs Nominierungen folgten die Thriller Tödliche Versprechen – Eastern Promises und No Country for Old Men von David Cronenberg beziehungsweise Ethan und Joel Coen. Während das Werk der Coens bisher die US-amerikanische Filmpreis-Saison dominierte und erwartungsgemäß in den wichtigen Kategorien Filmdrama und Regie den Vorzug erhielt, konnte sich Eastern Promises-Hauptdarsteller Viggo Mortensen über den Preis als bester Hauptdarsteller in einem Drama freuen. Zum Erfolgreichsten Film des Abends avancierte jedoch Jason Reitmans Independentfilm Juno, der alle seine Nominierungen in Siege umsetzen konnte und die Preise für die beste Filmkomödie, Hauptdarstellerin (Elliot Page) und das beste Original-Drehbuch gewann, während Shekhar Kapurs Fortsetzung Elizabeth – Das goldene Königreich zweimal in den technischen Kategorien triumphierte. Die britische Literaturverfilmung Abbitte (5 Nominierungen) von Joe Wright, die das Favoritenfeld bei der Golden-Globe-Verleihung 2008 anführt, erhielt den Preis für das beste adaptierte Drehbuch. Unprämiert blieben dagegen Chris Weitz’ Fantasyfilm Der Goldene Kompass und Scott Franks Thriller Die Regeln der Gewalt (je 5 Nominierungen) und die Musical-Verfilmung Hairspray (4 Nominierungen). Ebenfalls nicht erfolgreich war die britische Schauspielerin Tilda Swinton, die gleich in zwei Schauspielkategorien, als beste Haupt- und Nebendarstellerin in einem Drama das Nachsehen hatte. In Hilary Broughers Film Stephanie Daley agiert Swinton in der Rolle einer schwangeren, forensischen Psychologin die mit einem Säuglingsmord konfrontiert wird, während sie in Tony Gilroys Michael Clayton als skrupellose Anwältin gegen George Clooney intrigiert. Die junge kanadische Schauspielerin und Filmemacherin Sarah Polley wiederum hätte als erste Frau den Regiepreis gewinnen können, nachdem in der Vergangenheit Kimberly Peirce (Boys Don’t Cry) und Sofia Coppola (Lost in Translation) vergeblich um die Auszeichnung konkurriert hatten. Polley unterlag aber mit ihrem Drama An ihrer Seite, in dem die Britin Julie Christie in die Rolle einer Alzheimer-Patientin schlüpft, den Gebrüdern Coen.
In den Fernsehkategorien galten mit je vier Nominierungen der britisch-US-amerikanische Spielfilm Die Moormörderin von Manchester, ein Porträt des kontroversen britischen Politikers Frank Pakenham, 7. Earl of Longford (1905–2001), und die bereits mit dem Emmy und Golden Globe preisgekrönte Krankenhaus-Serie Grey’s Anatomy als Favoriten. Beide Formate konnten aber nur in den Darsteller-Kategorien (Samantha Morton und Ellen Pompeo) bei der Jury punkten. Die Preise für die beste Drama-Fernsehserie und den besten Darsteller gewann die Krimiserie Dexter. Ebenfalls zweimal war die Serie Alles Betty! (America Ferrera und Vanessa Williams) erfolgreich, während als beste Comedy-Serie ABCs Pushing Daisies triumphierte.

## Sonderauszeichnungen
- Auteur Award (für eine einzigartige Kontrolle über die Filmproduktionselemente) – Julian Schnabel
- Mary Pickford Award (für herausragende Beiträge zur Entertainment-Branche) – Kathy Bates
- Tesla Award (für innovative Leistungen in der Filmproduktion) – Dennis Muren

## Gewinner und Nominierte im Bereich Film
| Film                                                         | N | A |
| ------------------------------------------------------------ | - | - |
| La vie en rose                                               | 7 | 1 |
| No Country for Old Men                                       | 6 | 2 |
| Tödliche Versprechen – Eastern Promises                      | 6 | 1 |
| Abbitte                                                      | 5 | 1 |
| Der Goldene Kompass                                          | 5 | 0 |
| Die Regeln der Gewalt                                        | 5 | 0 |
| American Gangster                                            | 4 | 1 |
| Die Ermordung des Jesse James durch den Feigling Robert Ford | 4 | 1 |
| Lars und die Frauen                                          | 4 | 1 |
| An ihrer Seite                                               | 4 | 0 |
| Hairspray                                                    | 4 | 0 |
| Juno                                                         | 3 | 3 |
| 300                                                          | 3 | 1 |
| Das Bourne Ultimatum                                         | 3 | 1 |
| Michael Clayton                                              | 3 | 1 |
| Beim ersten Mal                                              | 3 | 0 |
| Gefahr und Begierde                                          | 3 | 0 |
| Tödliche Entscheidung – Before the Devil Knows You’re Dead   | 3 | 0 |
| Zodiac – Die Spur des Killers                                | 3 | 0 |

### Bester Film (Drama)
No Country for Old Men 
- Die Regeln der Gewalt
- Tödliche Entscheidung – Before the Devil Knows You’re Dead
- An ihrer Seite
- Tödliche Versprechen – Eastern Promises
- Todeszug nach Yuma

### Bester Film (Komödie/Musical)
Juno
- Hairspray
- Shoot ’Em Up
- Lars und die Frauen
- Beim ersten Mal
- Margot und die Hochzeit

### Bester Hauptdarsteller (Drama)
Viggo Mortensen – Tödliche Versprechen – Eastern Promises 
Denzel Washington – American Gangster
Josh Brolin – No Country for Old Men
Christian Bale – Rescue Dawn
Frank Langella – Starting Out in the Evening
Tommy Lee Jones – Im Tal von Elah

### Beste Hauptdarstellerin (Drama)
Marion Cotillard – La vie en rose 
Julie Christie – An ihrer Seite
Angelina Jolie – Ein mutiger Weg
Tilda Swinton – Stephanie Daley
Keira Knightley – Abbitte
Laura Linney – Die Geschwister Savage

### Bester Hauptdarsteller (Komödie/Musical)
Ryan Gosling – Lars und die Frauen 
Richard Gere – The Hoax
Seth Rogen – Beim ersten Mal
Ben Kingsley – You Kill Me
Clive Owen – Shoot 'Em Up
Don Cheadle – Talk to Me

### Beste Hauptdarstellerin (Komödie/Musical)
Elliot Page – Juno 
Katherine Heigl – Beim ersten Mal
Amy Adams – Verwünscht
Emily Mortimer – Lars und die Frauen
Nicole Kidman – Margot und die Hochzeit
Cate Blanchett – I’m Not There

### Bester Nebendarsteller
Tom Wilkinson – Michael Clayton 

Casey Affleck – Die Ermordung des Jesse James durch den Feigling Robert Ford 
Javier Bardem – No Country for Old Men
Brian Cox – Zodiac – Die Spur des Killers
Jeff Daniels – Die Regeln der Gewalt
Ben Foster – Todeszug nach Yuma

### Beste Nebendarstellerin
Amy Ryan – Gone Baby Gone – Kein Kinderspiel 
Ruby Dee – American Gangster
Taraji P. Henson – Talk to Me
Saoirse Ronan – Abbitte
Emmanuelle Seigner – La vie en rose
Tilda Swinton – Michael Clayton

### Bester Dokumentarfilm
Sicko 
- The King of Kong
- 11th Hour – 5 vor 12
- No End In Sight – Invasion der Amateure?
- Darfur Now
- Lake of Fire

### Bester fremdsprachiger Film
Gefahr und Begierde (Sè, Jiè), Taiwan 
- 10 Kanus, 150 Speere und 3 Frauen (Ten Canoes), Australien
- Offside, Iran
- La vie en rose (La Môme), Frankreich
- 4 Monate, 3 Wochen und 2 Tage (4 luni, 3 săptămâni și 2 zile), Rumänien
- Das Waisenhaus (El orfanato), Spanien

### Bester Film (Animationsfilm oder Real-/Animationsfilm)
Ratatouille 
- Persepolis
- Die Simpsons – Der Film
- Der Goldene Kompass
- 300
- Die Legende von Beowulf

### Beste Regie
Ethan und Joel Coen – No Country for Old Men 
Ang Lee – Gefahr und Begierde
Olivier Dahan – La vie en rose
David Cronenberg – Tödliche Versprechen – Eastern Promises
Sidney Lumet – Tödliche Entscheidung – Before the Devil Knows You’re Dead
Sarah Polley – An ihrer Seite

### Bestes adaptiertes Drehbuch
Christopher Hampton – Abbitte 
James Vanderbilt – Zodiac – Die Spur des Killers
Ethan und Joel Coen – No Country for Old Men
David Benioff – Drachenläufer
Sarah Polley – An ihrer Seite
Wang Hui-Ling und James Schamus – Gefahr und Begierde

### Bestes Originaldrehbuch
Diablo Cody – Juno 
Scott Frank – Die Regeln der Gewalt
Kelly Masterson – Tödliche Entscheidung – Before the Devil Knows You’re Dead
Tony Gilroy – Michael Clayton
Nancy Oliver – Lars und die Frauen
Steven Knight – Tödliche Versprechen – Eastern Promises

### Beste Filmmusik
Alberto Iglesias – Drachenläufer 
Dario Marianelli – Abbitte
James Newton Howard – Die Regeln der Gewalt
Michael Giacchino – Ratatouille
Howard Shore – Tödliche Versprechen – Eastern Promises
Nick Cave – Die Ermordung des Jesse James durch den Feigling Robert Ford

### Bester Filmsong
Grace Is Gone von Clint Eastwood und Carole Bayer Sager – Grace is Gone 
- Do You Feel Me von Diane Warren – American Gangster
- If You Want Me von Markéta Irglová – Once
- Come So Far von Scott Wittman und Marc Shaiman – Hairspray
- Rise von Eddie Vedder – Into the Wild
- Lyra von Kate Bush – Der Goldene Kompass

### Beste Kamera
Janusz Kamiński – Schmetterling und Taucherglocke 
Harris Savides – Zodiac – Die Spur des Killers
Robert Elswit – There Will Be Blood
Bruno Delbonnel – Across the Universe
Roger Deakins – Die Ermordung des Jesse James durch den Feigling Robert Ford
Henry Braham – Der Goldene Kompass

### Beste Visuelle Effekte
Chris Watts, Grant Freckelton, Derek Wentworth und Daniel Leduc – 300 
Scott Farrar – Transformers
Michael Fink – Der Goldene Kompass
Peter Chiang, Charlie Noble, David Vickery und Mattias Lindahl – Das Bourne Ultimatum
Thomas Schelesny, Matt Jacobs und Tom Gibbons – Verwünscht
Jerome Chen, Sean Phillips, Kenn McDonald und Michael Lantieri – Die Legende von Beowulf

### Bester Filmschnitt
Pietro Scalia – American Gangster 
Jill Savitt – Die Regeln der Gewalt
Ethan und Joel Coen – No Country for Old Men
Richard Marizy – La vie en rose
Christopher Rouse – Das Bourne Ultimatum
Ronald Sanders – Tödliche Versprechen – Eastern Promises

### Bester Tonschnitt
Karen Baker Landers, Kirk Francis und Per Hallberg – Das Bourne Ultimatum 
Mike Prestwood-Smith, Mark Taylor und Glenn Freemantle – Der Goldene Kompass
Nikolas Javelle und Jean-Paul Hurier – La vie en rose
Christopher Boyes, Paul Massey, Lee Orloff und George Watters II – Pirates of the Caribbean – Am Ende der Welt
Scott Heckler, Eric Norris und Derek Vanderhorst – 300
Tod A. Maitland, Skip Lievsay, Rick Kline und Jeremy Peirson – I Am Legend

### Bestes Szenenbild
Guy Hendrix Dyas und David Allday – Elizabeth – Das goldene Königreich 
Patricia Norris, Martin Gendron und Troy Sizemore – Die Ermordung des Jesse James durch den Feigling Robert Ford
Dennis Davenport und David Gropman – Hairspray
Mark Tildesley, Gary Freeman, Stephen Morahan und Denis Schnegg – Sunshine
David Allday, Matthew Gray und Charles Wood – Amazing Grace
Mark Friedberg und Peter Rogness – Across the Universe

### Bestes Kostümdesign
Alexandra Byrne – Elizabeth – Das goldene Königreich 
Yvonne Blake – Goyas Geister
Marit Allen – La vie en rose
Rita Ryack – Hairspray
Jenny Beavan – Amazing Grace
Jacqueline Durran – Abbitte

## Gewinner und Nominierte im Bereich Fernsehen
| Serie                           | N | A |
| ------------------------------- | - | - |
| Grey’s Anatomy                  | 4 | 1 |
| Die Moormörderin von Manchester | 4 | 1 |
| Dexter                          | 3 | 3 |
| Alles Betty!                    | 3 | 2 |
| Pushing Daisies                 | 3 | 1 |
| Big Love                        | 3 | 0 |
| Brothers & Sisters              | 3 | 0 |
| Jane Eyre                       | 3 | 0 |
| The Riches                      | 3 | 0 |
| The Starter Wife                | 3 | 0 |

### Beste Fernsehserie (Drama)
Dexter 
- The Riches
- Mad Men
- Friday Night Lights
- Grey’s Anatomy
- Brothers & Sisters

### Beste Fernsehserie (Komödie/Musical)
Pushing Daisies 
- Alles Betty!
- Flight of the Conchords
- Extras
- Chuck
- Weeds – Kleine Deals unter Nachbarn

### Beste Miniserie
The Amazing Mrs. Pritchard 
- Jane Eyre
- The Starter Wife
- The Company – Im Auftrag der CIA
- Five Days

### Bester Fernsehfilm
Mitch Albom's For One More Day 
- The Wind in the Willows
- Die Moormörderin von Manchester
- Life Support
- The Trial of Tony Blair
- Bury My Heart At Wounded Knee

### Bester Darsteller in einer Serie (Drama)
Michael C. Hall – Dexter 
Eddie Izzard – The Riches
James Woods – Shark
Hugh Laurie – Dr. House
Bill Paxton – Big Love
Denis Leary – Rescue Me

### Beste Darstellerin in einer Serie (Drama)
Ellen Pompeo – Grey’s Anatomy 
Minnie Driver – The Riches
Kyra Sedgwick – The Closer
Sally Field – Brothers & Sisters
Jeanne Tripplehorn – Big Love
Glenn Close – Damages – Im Netz der Macht

### Bester Darsteller in einer Serie (Komödie/Musical)
Stephen Colbert – The Colbert Report 
Alec Baldwin – 30 Rock
Steve Carell – Das Büro
Ricky Gervais – Extras
Zachary Levi – Chuck
Lee Pace – Pushing Daisies

### Beste Darstellerin in einer Serie (Komödie/Musical)
America Ferrera – Alles Betty! 
Tina Fey – 30 Rock
Anna Friel – Pushing Daisies
Patricia Heaton – Back To You
Felicity Huffman – Desperate Housewives
Julia Louis-Dreyfus – The New Adventures of Old Christine

### Bester Darsteller in einer Miniserie oder einem Fernsehfilm
David Oyelowo – Five Days 
Jim Broadbent – Die Moormörderin von Manchester
Robert Lindsay – The Trial of Tony Blair
Aidan Quinn – Bury My Heart At Wounded Knee
Tom Selleck – Jesse Stone: Alte Wunden
Toby Stephens – Jane Eyre

### Beste Darstellerin in einer Miniserie oder einem Fernsehfilm
Samantha Morton – Die Moormörderin von Manchester 
Ellen Burstyn – Mitch Albom's For One More Day
Queen Latifah – Life Support
Debra Messing – The Starter Wife
Sharon Small – The Inspector Lynley Mysteries
Ruth Wilson – Jane Eyre

### Bester Nebendarsteller
David Zayas – Dexter 
Andy Serkis – Die Moormörderin von Manchester
Michael Emerson – Lost
Masi Oka – Heroes
Justin Kirk – Weeds – Kleine Deals unter Nachbarn
T. R. Knight – Grey’s Anatomy
Harry Dean Stanton – Big Love

### Beste Nebendarstellerin
Vanessa Williams – Alles Betty! 
Judy Davis – The Starter Wife
Chandra Wilson – Grey’s Anatomy
Jaime Pressly – My Name Is Earl
Polly Bergen – Desperate Housewives
Rachel Griffiths – Brothers & Sisters